# Pianeti ipotetici
Un pianeta ipotetico è un pianeta o corpo planetario la cui esistenza è o è stata ritenuta possibile, ma non vi sono prove al riguardo.
Vi sono diversi pianeti la cui esistenza non è oggi sostenuta da dati o teorie scientifiche. Non di meno, vi sono credenze occasionali, di volta in volta mitologiche, pseudoscientifiche, cospirative o di gruppi religiosi, che accettano tali ipotesi come fondate e "scientifiche". In alcuni casi erano gli stessi astronomi che, incapaci di spiegare le anomalie dell'orbita di un determinato corpo celeste, ipotizzavano l'esistenza di un "nuovo" pianeta che avrebbe potuto provocarle, almeno fino a quando non veniva trovata una spiegazione scientifica più corretta.
I pianeti ipotetici si distinguono dai pianeti immaginari della fantascienza per il fatto che questi gruppi credono o hanno creduto nella loro reale esistenza.

## Pianeti ipotetici del Sistema solare
Questa sezione raccoglie oggetti celesti la cui esistenza è stata spesso postulata come possibile spiegazione di fenomeni astronomici osservati nel Sistema solare, al momento della loro scoperta. Successivamente, il miglioramento delle conoscenze astronomiche ha condotto alla smentita della loro esistenza.

### Seconda Terra o Antiterra
Quest'idea è stata posta dal greco Filolao quando rifletté sul principio necessario dell'universo di un'Antiterra, per mantenere un equilibrio. A questo scopo si suppone vi sia Antichthon, in greco seconda Terra (Antiterra), identica ma opposta al nostro pianeta in tutti i modi possibili.
Alla luce dell'attuale conoscenza astronomica, è stato da alcuni reinterpretato come un secondo pianeta sferico orbitante intorno al Sole sulla stessa orbita della Terra, ma nella posizione opposta rispetto al Sole (corrispondente al punto di Lagrange L3), risultando permanentemente nascosto alla nostra vista. Ad ogni modo, l'esistenza del pianeta potrebbe esser confermata misurando l'attrazione gravitazionale esercitata dalla sua massa sugli altri corpi del Sistema solare. Ciò non è mai avvenuto, né è stata avvertita alcuna perturbazione nelle orbite delle sonde spaziali inviate su Venere, Marte e verso altre destinazioni imputabile all'esistenza di un'Antiterra.

### Fetonte
Un pianeta del nostro sistema solare, ipotizzato in seguito alla scoperta dei primi asteroidi. La frammentazione di Fetonte in seguito all'impatto con una cometa avrebbe spiegato l'elevato numero di oggetti orbitanti a distanze dal Sole molto prossime fra loro.
Quando la scoperta di Urano nel 1781 sembrò convalidare la legge di Bode (una formula empirica che descrive con buona approssimazione i semiassi maggiori delle orbite dei pianeti del Sistema solare e che fino ad allora era stata considerata dagli astronomi come una coincidenza senza significato), numerosi astronomi rivolsero la loro attenzione alla zona compresa tra le orbite di Marte e Giove, dove la legge di Bode prevedeva l'esistenza di un pianeta che non era stato mai osservato.
Nel 1801, l'astronomo italiano Giuseppe Piazzi scoprì un minuscolo nuovo mondo, Cerere, proprio alla distanza giusta dal Sole per soddisfare la legge di Bode e l'oggetto fu classificato tra i pianeti. Nel 1802 Heinrich Olbers scoprì Pallade, un secondo "pianeta" a quasi la medesima distanza dal Sole di Cerere. Che due pianeti potessero occupare la stessa orbita era un affronto a secoli di pensiero; anche William Shakespeare aveva ridicolizzato l'idea ("Due stelle non conservano il loro moto in una sfera"). Nel 1804 e nel 1807, altri due oggetti, Giunone e Vesta rispettivamente, furono scoperti su distanze orbitali simili alle precedenti.
Olbers propose che tutti gli oggetti scoperti fossero i frammenti di un pianeta, successivamente chiamato Fetonte, che precedentemente ruotava intorno al Sole alla distanza indicata dalla legge di Bode, ma che era andato distrutto in seguito all'impatto con una cometa. Mentre continuavano ad esser trovati altri "frammenti", l'ipotesi di Olbers continuò ad acquisire popolarità. Sebbene alcuni scienziati di confine continuino a considerarla ancora corretta, questa ipotesi è stata superata dal modello che descrive l'origine e l'evoluzione di un sistema planetario, che riconosce nella fascia degli asteroidi un relitto del sistema solare primitivo, materiale che non è riuscito ad aggregarsi in un grande pianeta a causa delle interferenze gravitazionali di Giove.

### Pianeta V
Ipotetico quinto pianeta che sarebbe esistito tra Marte e la fascia di asteroidi principale, prima di essere distrutto.

### Pianeta X
Un pianeta del nostro sistema solare, ipotizzato per spiegare le anomalie dell'orbita di Nettuno, chiamato anche Pianeta Nove.

### Vulcano
Un pianeta del nostro sistema solare, ipotizzato per spiegare le anomalie dell'orbita di Mercurio (rispetto alle previsioni della legge di gravitazione universale di Newton).
Le anomalie osservate nell'orbita del pianeta fecero ipotizzare a Urbain Le Verrier nel 1859 l'esistenza di un altro pianeta, Vulcano; si supponeva che l'orbita di Vulcano si svolgesse interamente all'interno di quella di Mercurio. Tuttavia tali perturbazioni non erano dovute alla presenza di un pianeta: esse furono in seguito riconosciute come effetti della relatività generale elaborata da Albert Einstein nel 1915, che considerò la corretta previsione della precessione del perielio di Mercurio come l'evidenza principale a supporto della sua teoria.
Vulcano fu visitato con l'immaginazione in A Thousand Years Hence (1882) di Nunsowe Green. Il termine è oggi più frequentemente associato al pianeta natale fittizio (situato però in un altro sistema stellare) del sig. Spock, l'ufficiale scientifico di Star Trek.

### Nibiru
Un corpo celeste di cui parla la letteratura sumera, associato al dio Marduk e prevalentemente identificato con Giove.

### Tyche
Tyche è il nome dato ad un ipotetico gigante gassoso situato nella nube di Oort, proposto per la prima volta nel 1999 per spiegare l'origine delle comete a lungo periodo. Molti astronomi hanno espresso scetticismo circa l'esistenza di questo oggetto. L'analisi condotta sui dati del telescopio spaziale WISE nel biennio 2014-2016 dalla NASA, ha in effetti escluso l'esistenza di tale pianeta.

## Altri oggetti ipotetici del Sistema solare

### Satelliti naturali
Nel corso degli ultimi quattro secoli di osservazioni scientifiche dei pianeti del Sistema solare, diverse volte è stata annunciata la scoperta di lune che non sono state ritrovate nel corso di successive analisi. Spesso, infatti, gli osservatori scambiavano stelle in prossimità dei pianeti per dei satelliti in orbita attorno ad essi.
Uno dei casi più eclatanti è quello della presunta luna di Venere, Neith, ma un discorso analogo vale per varie lune di Marte, Giove, Saturno e Urano. Sono dei casi leggermente diversi invece le scoperte di una seconda luna della Terra e della luna di Mercurio.

#### Neith
La scoperta di una presunta luna di Venere, Neith, è stata annunciata per la prima volta da Cassini nel 1686. Successivamente fu ripetutamente osservata da astronomi professionisti e dilettanti per secoli, senza che la sua esistenza fosse tuttavia confermata con certezza. Solo nel 1887 l'Accademia belga delle Scienze fornì una spiegazione plausibile delle osservazioni che non prevedeva l'esistenza del satellite: da un'indagine in dettaglio delle singole osservazioni emerse, infatti, che gli osservatori si erano ingannati ed avevano scambiato per un satellite di Venere numerose stelle viste in prossimità del pianeta.

#### Lilith
Frédéric Petit, direttore dell'osservatorio di Tolosa, annunciò nel 1846 che era stata scoperta una seconda luna della Terra e ne indicò perfino l'orbita. La scoperta non fu presa in considerazione finché non ne parlò Jules Verne in Dalla Terra alla Luna nel 1865. Numerosi astrofili intrapresero ricerche che risultarono però infruttuose, nonostante ciò venne proposto un nome per la "luna nera" della Terra: Lilith. La ricerca ricevette un nuovo impulso negli anni cinquanta del Novecento, quando si ipotizzò che l'esistenza di eventuali corpi orbitanti tra la Terra e la Luna avrebbe potuto disturbare la navigazione dei satelliti artificiali. Un'accurata ricerca condotta da Clyde Tombaugh dal Lowell Observatory condusse alla conclusione che lo spazio tra la Terra ed il suo satellite principale fosse praticamente vuoto.
Ciononostante l'astronomo polacco Kazimierz Kordylewski ipotizzò che degli asteroidi potessero occupare i punti di Lagrange L4 ed L5 del sistema Terra-Luna in modo analogo a quanto accade per gli asteroidi troiani nel sistema Sole-Giove. La sua ricerca condusse alla scoperta di quelle che oggi sono note come nubi di Kordylewski, due ammassi di polveri che rispettivamente seguono e precedono la Luna nella sua orbita.
Inoltre, la ricerca di un secondo satellite naturale della Terra ha condotto alla scoperta dei quasi-satelliti, oggetti in orbita attorno al Sole, che tuttavia visti dalla Terra appaiono percorrere un anello oblungo attorno al pianeta.
Lilith è considerata come esistente da una minoranza degli astrologi odierni, sebbene ciò sia sostenuto senza alcuna prova scientifica.

#### Luna di Mercurio
L'esistenza di un'ipotetica luna di Mercurio è stata proposta nel 1974 per spiegare alcune osservazioni nell'ultravioletto estremo, ripetutesi in due occasioni e registrate dalla sonda Mariner 10 prossima al sorvolo del pianeta, di una sorgente in prossimità di Mercurio, ma scostata da esso.
Dopo alcune analisi frenetiche - la notizia dell'esistenza della luna, sebbene ancora ipotetica, aveva già raggiunto i giornali - si comprese che l'oggetto osservato non era in orbita attorno al pianeta, bensì una stella molto calda, 31 Crateris. La scoperta si rivelò ad ogni modo estremamente importante, perché aprì la strada all'astronomia nell'ultravioletto estremo, smentendo l'opinione che la radiazione ultravioletta fosse completamente assorbita dalla materia interstellare.

## Pianeti extrasolari ipotetici

### Kolob
Una stella o pianeta "Il più vicino al trono di Dio" che viene descritto dalla chiesa mormone. Il nome Kolob è divenuto anche ispirazione per il mitico Kobol (il pianeta madre dove la specie umana si è presumibilmente evoluta) della serie televisiva di fantascienza Battlestar Galactica (2003).

### Pianeta di Zeta Reticuli
Alcuni ufologi credono, basandosi sulle testimonianze dei coniugi Hill, protagonisti di uno tra i primi supposti casi di rapimento alieno, che esistano civiltà aliene come i grigi, provenienti da un pianeta orbitante intorno alla stella Zeta Reticuli. Bob Lazar affermò che l'UFO che si sarebbe schiantato e da lui ritrovato nell'Area 51 provenisse da tale sistema. Nel 2005 l'ufologo Victor Martinez sostenne di avere una prova che agli alieni di Roswell, dove sarebbe precipitato un UFO nel 1947, fosse stato concesso il rimpatrio come mossa diplomatica degli Stati Uniti, prova di relazioni amichevoli col pianeta alieno.

## Stelle

### Nemesis
Nemesis è un'ipotetica stella nana rossa o nana bruna in orbita intorno al Sole a una distanza di (circa) 50.000 a 100.000 UA, poco oltre la Nube di Oort, l'esistenza della quale è stata originalmente postulata come una possibile spiegazione dei cicli delle estinzioni di massa nella storia della Terra.